# Olympische Geschichte Jamaikas
| Gelbes Symbol für Goldmedaillen mit stilisierten Olympischen Ringen | Graues Symbol für Silbermedaillen mit stilisierten Olympischen Ringen | Braundes Symbol für Bronzemedaillen mit stilisierten Olympischen Ringen |
| ------------------------------------------------------------------- | --------------------------------------------------------------------- | ----------------------------------------------------------------------- |
| 27                                                                  | 37                                                                    | 28                                                                      |

Die Jamaica Olympic Association ist das Nationale Olympische Komitee von Jamaika. Es wurde 1936 gegründet und im gleichen Jahr vom Internationalen Olympischen Komitee anerkannt.
Seit 1948 nehmen Sportler des Karibikstaates an Olympischen Sommerspielen teil. 1960 nahmen Jamaikaner als Teil der Mannschaft der Westindischen Föderation teil. Seit 1988 ist Jamaika auch bei Winterspielen vertreten. Jugendliche Athleten nahmen an den bislang ausgetragenen Jugend-Sommerspielen teil.

## Teilnahme an Olympischen Spielen

### Sommerspiele
Das olympische Debüt Jamaikas fand 1948 in London statt. 13 Athleten aus den Sportarten Leichtathletik, Boxen und Gewichtheben waren angereist. Die ersten Olympioniken Jamaikas waren am 30. Juli 1948 der Sprinter Leslie Laing und der 800-Meter-Läufer Arthur Wint, der am 2. August 1948 im Finale die Silbermedaille gewinnen konnte und somit der erste Medaillengewinner Jamaikas wurde. Die erste Frau Jamaikas ging am 31. Juli im 100-Meter-Lauf an den Start. Cynthia Thompson wurde im Finale Sechste. Arthur Wint wurde am 5. August der erste Olympiasieger Jamaikas, als er den 400-Meter-Lauf vor seinem Landsmann Herb McKenley gewann. Über 200 Meter wurden McKenley Vierter und Laing Sechster. Bei den Frauen wurde Vinton Beckett Vierte im Hochsprung und Kathleen Russell Sechste im Weitsprung.
1952 in Helsinki kam erstmals ein Radrennfahrer aus Jamaika zum Einsatz. In Helsinki waren die Leichtathleten wieder erfolgreich. So siegte ihre 400-Meter-Staffel, im Einzelrennen wurde George Rhoden Olympiasieger vor Herb McKenley, der auch über 100 Meter Silber gewann. Arthur Wint wurde über 400 Meter Fünfter und gewann Silber über 800 Meter. Leslie Laing, wie Rhoden, McKenley und Wint Staffelmitglied, wurde über 200 Meter Fünfter. 1956 in Melbourne waren nur Leichtathleten in der Mannschaft, blieben jedoch erfolglos. 1960 war Jamaika Teil der Westindischen Föderation. Jamaikanische Athleten starteten in der zusammengelegten Mannschaft, bestehend aus Sportlern aus Jamaika, Barbados, Trinidad und Tobago sowie den Kleinen Antillen.
Als eigenständige Mannschaft nahm Jamaika dann wieder 1964 in Tokio teil, diesmal erstmals mit Seglern und Schützen. Die Leichtathleten belegten viermal Platz vier, und zwar mit beiden Männerstaffeln sowie mit George Kerr über 800 Meter und Una Morris über 200 Meter. 1968 in Mexiko-Stadt wurde nach 16 Jahren wieder eine Medaille gewinnen. Lennox Miller gewann über 100 Meter die Silbermedaille. Michael Fray wurde über 200 Meter Siebter, die 100-Meter-Staffel belegte Platz vier. In Mexiko-Stadt nahm erstmals ein jamaikanischer Schwimmer teil, 1972 in München eine Wasserspringerin. In München konnte Lennox Miller wieder eine Medaille gewinnen, diesmal war es Bronze über 100 Meter. Michael Fray erreichte Platz fünf. Bei den Frauen wurde Rosie Allwood Achte über 200 Meter, Andrea Bruce Neunte im Hochsprung und Audrey Reid Elfte.
Donald Quarrie wurde 1976 in Montreal Olympiasieger über 200 Meter. Colin Bradford wurde Siebter. Über 100 Meter gewann Quarrie zudem die Silbermedaille. Die 400-Meter-Staffel der Männer wurde Fünfte, die 100-Meter-Staffel der Frauen Sechste. Eine weitere Medaille gewann Quarrie 1980 in Moskau. Über 200 Meter wurde er Dritter und gewann damit Bronze. Bronze gewann auch Merlene Ottey, ebenfalls über 200 Meter, die damit die erste Frau Jamaikas wurde, die bei Olympischen Spielen eine Medaille gewinnen konnte. Die 100-Meter-Staffel der Männer belegte Platz sechs. In Moskau gewann erstmals ein jamaikanischer Sportler eine Medaille, der nicht aus dem Lager der Leichtathleten kam. Der Bahnradfahrer David Weller gewann Bronze im 1000-Meter-Zeitfahren.
Merlene Ottey gewann 1984 in Los Angeles zwei Medaillen, jeweils Bronze über 100 und 200 Meter. Die 100-Meter-Staffel der Männer gewann zudem Silber. Raymond Stewart wurde Sechster über 100 Meter, Grace Jackson jeweils Fünfte über 100 und 200 Meter und Sandra Farmer-Patrick Achte über 400 Meter Hürden. Die 100-Meter-Staffel der Frauen belegte Platz fünf, die 400-Meter-Staffel Platz acht. Im Weitsprung kam Dorothy Scott auf Platz zehn. Im 1000-Meter-Zeitfahren belegte Radsportler David Weller diesmal Platz sechs. Im Schwimmen wurde Andrew Phillips Sechster über 200 Meter Lagen.
1988 in Seoul gewannen die Leichtathleten zwei Silbermedaillen durch die 400-Meter-Staffel der Männer und Grace Jackson über 200 Meter. Hier wurde Merlene Ottey Vierte, Jackson belegte Platz vier über 100 Meter, Juliet Cuthbert Platz sieben. Die 400-Meter-Staffel der Frauen wurde Fünfte, die 100-Meter-Staffel der Männer Vierte. Raymond Stewart lief über 100 Meter auf Platz sieben, Bert Cameron über 400 Meter auf Platz sechs. Über 400 Meter Hürden erreichte Winthrop Graham Platz fünf. In Seoul nahm erstmals ein jamaikanischer Tischtennisspieler teil.
In Barcelona 1992 sammelten Leichtathleten vier Medaillen. Winthrop Graham gewann Silber über 400 Meter Hürden, Juliet Cuthbert über 100 und 200 Meter. Hinzu kam eine Bronzemedaille durch Merlene Ottey über 200 Meter. Grace Jackson wurde Sechste, Merlene Ottey Fünfte über 100 Meter. Sandie Richards erreichte über 400 Meter Platz sieben, die 400-Meter-Staffel der Frauen Platz fünf. Raymond Stewart belegte im 100-Meter-Lauf Platz sieben.
Deon Hemmings wurde 1996 in Atlanta die erste weibliche Olympiasiegerin Jamaikas, als sie den 400-Meter-Hürdenlauf gewann. Debbie-Ann Parris wurde Vierte. Die 100-Meter-Staffel der Frauen sowie die 400-Meter-Staffel der Männer gewannen jeweils Bronze. Die 400-Meter-Staffel der Frauen wurde zudem Vierte. Über 100 Meter Hürden wurden Dionne Rose Fünfte und Michelle Freeman Sechste. Juliet Cuthbert belegte über 200 Meter Platz sieben. Die gleiche Platzierung erreichte Sandie Richards über 400 Meter. Bei den Männern wurden über 400 Meter Roxbert Martin Sechster und Davian Clarke Siebter. Ebenfalls Siebter wurde Michael Green über 100 Meter.
2000 in Sydney wurden acht Medaillen gewonnen, der bis dahin größte Erfolg Jamaikas in der Anzahl der Medaillen. Beide Frauenstaffeln sowie die 400-Meter-Staffel der Männer gewannen Silber. Über 100 Meter gewannen Tayna Lawrence Silber und Merlene Ottey Bronze. Merlene Ottey, die auch in der Staffel Silber gewann, trat zum sechsten Mal bei Olympischen Spielen an. Insgesamt gewann sie neun Medaillen, wurde aber nie Olympiasiegerin. Dennoch ist sie, zusammen mit der US-Sprinterin Allyson Felix, die erfolgreichste Leichtathletin in der olympischen Geschichte. Ebenfalls Silber gewannen Deon Hemmings über 400 Meter Hürden und Lorraine Graham über 400 Meter. Beverly McDonald gewann Bronze über 200 Meter. Über 100 Meter Hürden wurde Delloreen Ennis-London Vierte und Brigitte Foster-Hylton Achte. Im Weitsprung erreichte Elva Goulbourne Platz neun. Bei den Männern gewann Gregory Haughton Bronze über 400 Meter, Danny McFarlane wurde Siebter. Die 100-Meter-Staffel der Männer belegte Rang vier. Im Schwimmen verpasste Janelle Atkinson über 400 Meter Freistil mit Platz vier nur knapp eine Medaille. In Sydney startete erstmals eine jamaikanische Triathletin.
2004 in Athen wurde Veronica Campbell-Brown Doppelolympiasiegerin. Nach ihrem Sieg über 200 Meter und einer Bronzemedaille über 100 Meter gewann sie auch mit der 100-Meter-Staffel Gold. Die 400-Meter-Staffel der Frauen gewann zudem Bronze. Aleen Bailey wurde Fünfte über 100 und Vierte über 200 Meter, Sherone Simpson Sechste über 100 Meter. Lacena Golding-Clarke belegte über 100 Meter Hürden Platz fünf, Trecia Smith Platz vier im Dreisprung. Bei den Männern gewann Danny McFarlane Silber über 400 Meter Hürden. Über 110 Meter Hürden wurde Maurice Wignall Vierter. Drei Finalisten gab es im 400-Meter-Lauf. Brandon Simpson wurde Fünfter, Davian Clarke Sechster und Michael Blackwood Achter. Über 100 Meter kam Asafa Powell als Fünfter ins Ziel. Im Weitsprung wurde James Beckford Vierter, im Zehnkampf Claston Bernard Neunter. In Athen ging erstmals eine jamaikanische Badmintonspielerin an den Start.
Fünf Olympiasiege bedeuteten 2008 in Peking die erfolgreichste Teilnahme an Olympischen Spielen bislang. Usain Bolt wurde Doppelolympiasieger über 100 und 200 Meter. Asafa Powell und Michael Frater wurden Fünfter bzw. Sechster über 100 Meter. Auch die 100-Meter-Staffel der Männer kam als Erste ins Ziel. Auf Grund eines Dopingvergehens von Nesta Carter wurde Jamaika nachträglich disqualifiziert und die Goldmedaille aberkannt. Die 400-Meter-Staffel der Männer erreichte Platz acht. Danny McFarlane wurde über 400 Meter Hürden Vierter, Markino Buckley Siebter. Über 110 Meter Hürden wurde Maurice Wignall Sechster und Richard Phillips Siebter. Im Zehnkampf erreichte Maurice Smith Platz neun. Bei den Frauen konnte Veronica Campbell-Brown ihren Olympiasieg über 200 Meter verteidigen, Kerron Stewart gewann zudem Bronze, Sherone Simpson wurde Sechste. Über 100 Meter gingen alle drei Medaillen an Jamaika. Olympiasiegerin wurde Shelly-Ann Fraser-Pryce. Sherone Simpson und Kerron Stewart gewannen beide Silber, da sie mit der exakt gleichen Zeit (10,98 s) ins Ziel kamen. Melaine Walker gewann Gold über 400 Meter Hürden, Shericka Williams gewann Silber über 400 Meter. Hier wurde Rosemarie Whyte Siebte. Die 400-Meter-Staffel der Frauen gewann Bronze. Kenia Sinclair erreichte im 800-Meter-Lauf Platz sechs. Über 110 Meter Hürden wurde Delloreen Ennis-London Fünfte und Brigitte Foster-Hylton Sechste. Die Weitspringerin Chelsea Hammond verpasste mit Platz vier nur knapp eine Medaille. Trecia Smith kam im Dreisprung auf Platz elf. In Peking nahm die erste jamaikanische Reiterin an einem olympischen Reitturnier teil.
Von der Anzahl der Medaillen insgesamt war die Teilnahme in London 2012 für Jamaika am erfolgreichsten. Die Athleten konnten in der Leichtathletik zwölf Medaillen gewinnen. Usain Bolt wiederholte seinen Doppelsieg von Peking über 100 und 200 Meter mit Yohan Blake jeweils auf Platz zwei. Warren Weir vervollständigte mit Platz drei über 200 Meter den absoluten Triumph Jamaikas. Über 100 Meter wurde Asafa Powell Siebter. Bolt gewann mit der Staffel seine insgesamt fünfte Goldmedaille. Hansle Parchment gewann über 110 Meter Hürden Bronze. Über 400 Meter Hürden wurde Leford Green Siebter. Bei den Frauen verteidigte Shelly-Ann Fraser-Pryce ihren Olympiasieg über 100 Meter von 2008. Veronica Campbell-Brown gewann Bronze. Über 200 Meter gewann Fraser-Pryce dazu Silber, Campbell-Brown wurde Vierte. Silber holte auch die 100-Meter-Staffel der Frauen, die 400-Meter-Staffel gewann Bronze. Über 400 Meter Hürden wurde Kaliese Spencer Vierte, über 400 Meter kamen Novlene Williams-Mills auf Platz fünf und Rosemarie Whyte auf Platz acht. Kimberly Williams wurde im Dreisprung Sechste, Trecia Smith Siebte. Die Schwimmerin Alia Atkinson wurde über 100 Meter Brust Vierte. In London startete erstmals ein Taekwondoin aus Jamaika.
2016 in Rio de Janeiro kam erstmals eine jamaikanische Turnerin zum Einsatz. In Rio wurde das Ergebnis von Peking 2008 noch einmal getoppt. Die Leichtathleten gewannen sechs Goldmedaillen. Drei davon gingen auf das Konto von Usain Bolt über 100 und 200 Meter sowie mit der 100-Meter-Staffel. Bolt ist damit mit acht Olympiasiegen hinter dem US-Amerikaner Carl Lewis und dem Finnen Paavo Nurmi mit jeweils neun Olympiasiegen der dritterfolgreichste Leichtathlet der olympischen Geschichte. Omar McLeod siegte über 100 Meter Hürden, die 400-Meter-Staffel der Männer gewann Silber. Yohan Blake wurde Vierter über 100 Meter, Annsert Whyte Fünfter über 400 Meter Hürden. Im Kugelstoßen erreichte O’Dayne Richards Platz acht, Damar Forbes im Weitsprung Platz zwölf. Bei den Frauen wurde Elaine Thompson Doppelolympiasiegerin über 100 und 200 Meter. Shelly-Ann Fraser-Pryce gewann Bronze über 100 Meter, Christania Williams wurde Achte. Über 400 Meter gewann Shericka Jackson Bronze, Stephenie Ann McPherson belegte Platz sechs. Beide Frauenstaffeln konnten Silbermedaillen gewinnen. Über 400 Meter Hürden kamen drei Jamaikanerinnen ins Finale. Ristananna Tracey wurde Fünfte, Leah Nugent Sechste und Janieve Russell Siebte. Über 3000 Meter Hindernis erreichte Aisha Praught Platz 14. Kimberly Williams wurde im Dreisprung Siebte. Die Schwimmerin Alia Atkinson erreichte über 100 Meter Brust Platz acht.

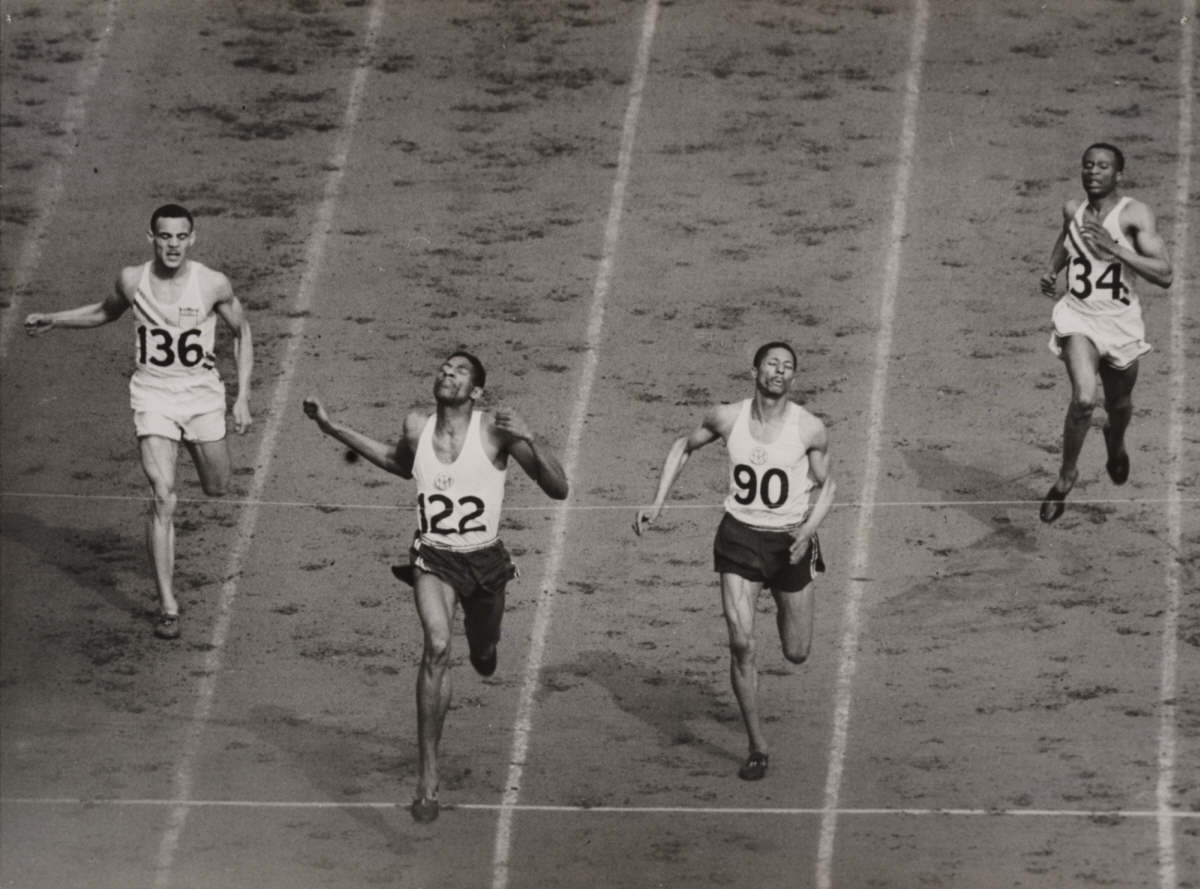
Zieleinlauf des 400-Meter-Finales 1948: Arthur Wint (122) wird zum ersten Olympiasieger Jamaikas, er gewinnt vor Herb McKenley (90)
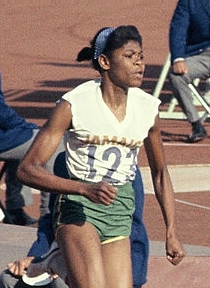
Una Morris im Finale des 200-Meter-Laufs 1964
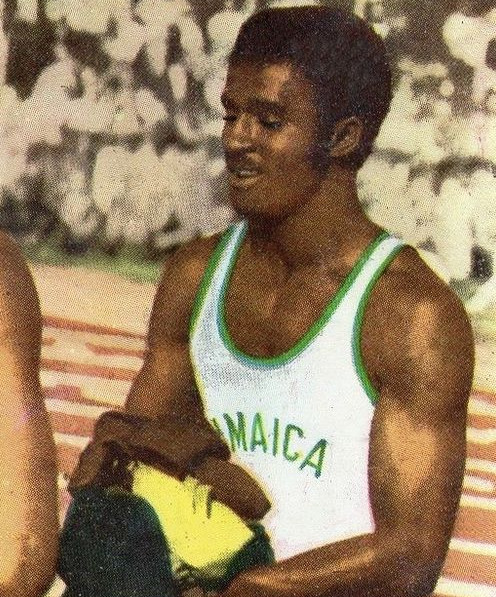
Donald Quarrie, Olympiasieger 1976, im Jahr 1972
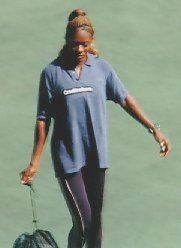
Merlene Ottey im Jahr 1997, mit neun Medaillen die erfolgreichste Leichtathletin, zusammen mit Allyson Felix (USA)
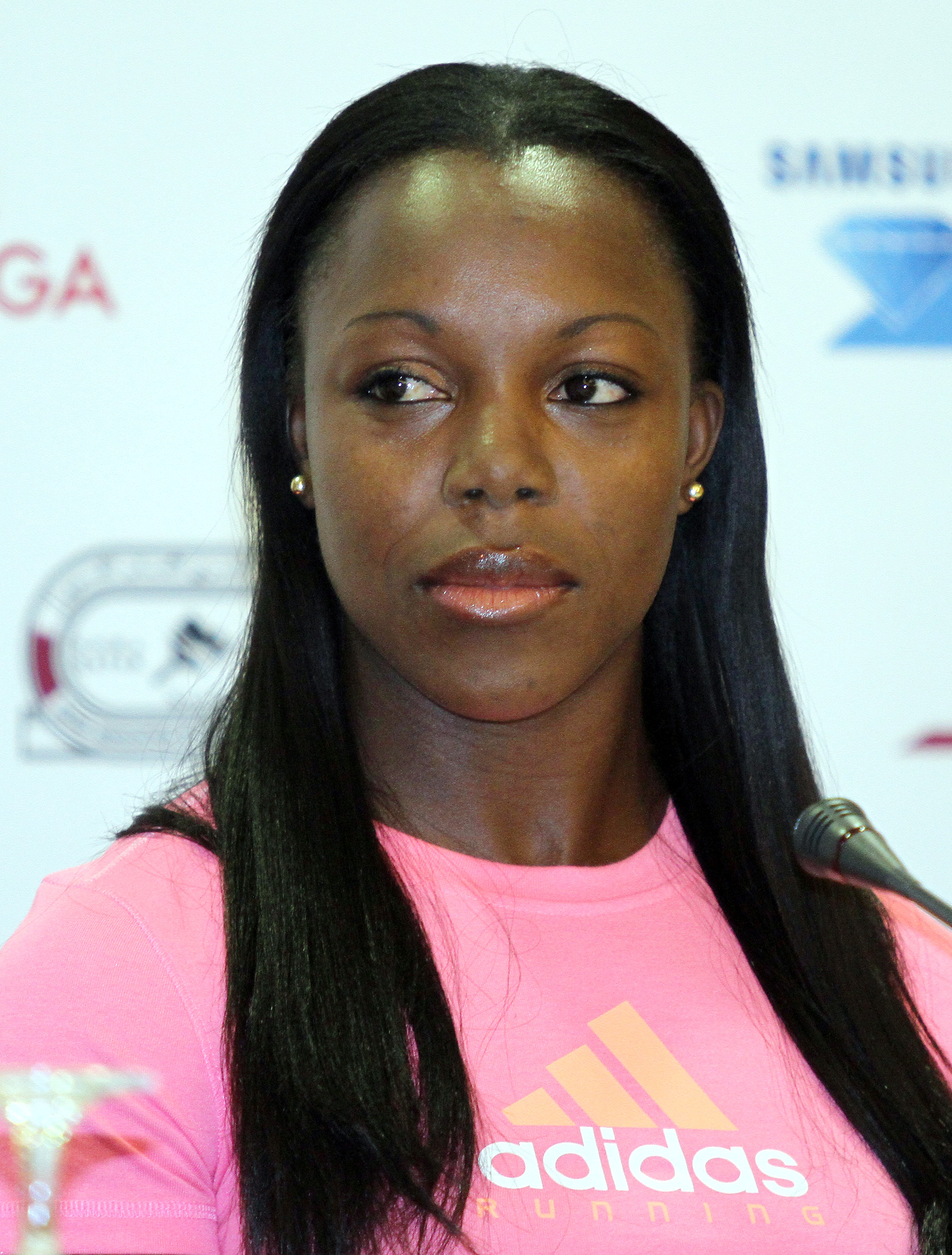
Veronica Campbell-Brown, dreifache Olympiasiegerin 2004 und 2008
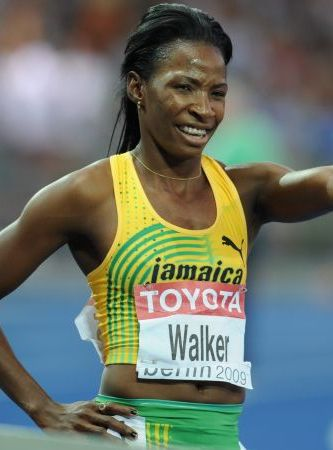
Melaine Walker, Olympiasiegerin 2008
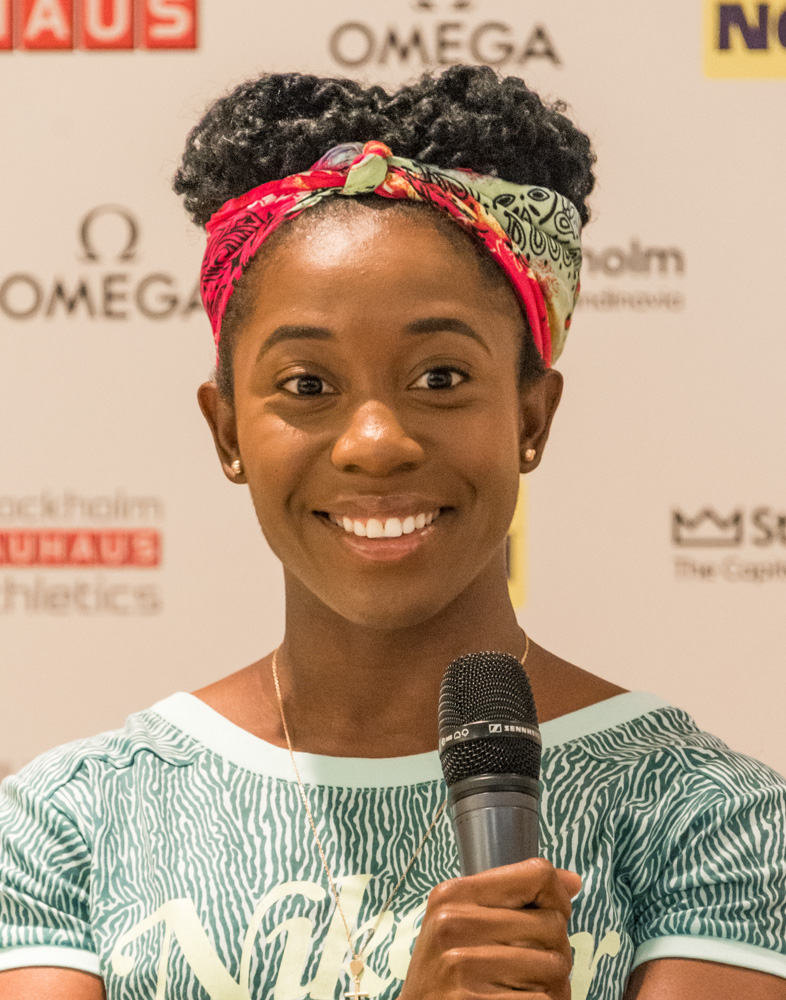
Shelly-Ann Fraser-Pryce, Olympiasiegerin 2008 und 2012
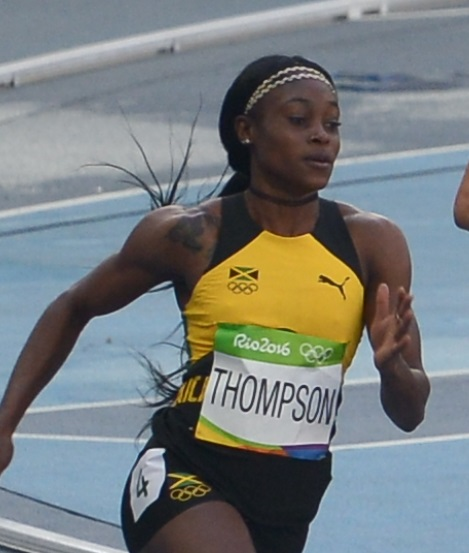
Elaine Thompson, Doppelolympiasiegerin 2016
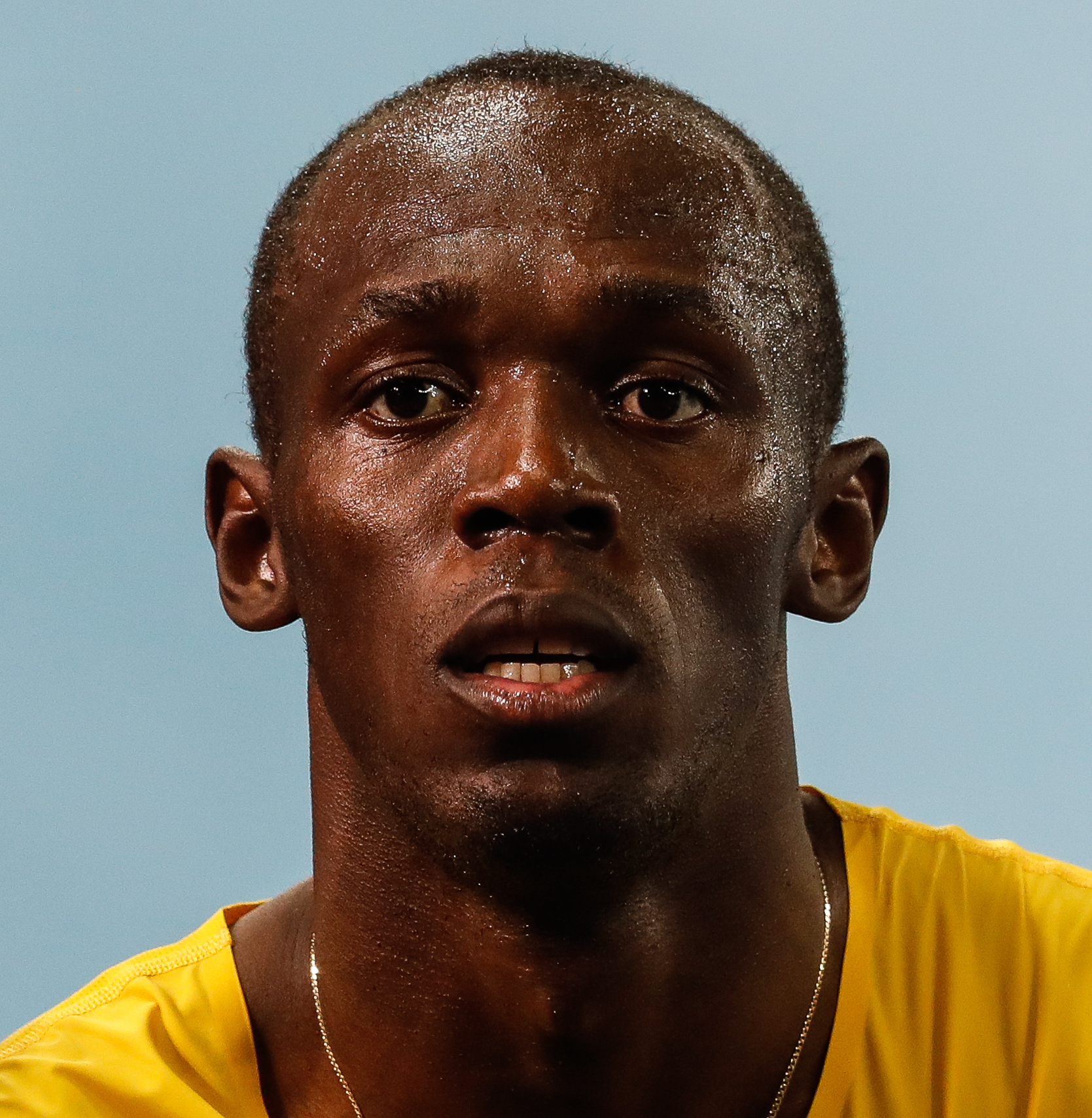
Mit acht Olympiasiegen zwischen 2008 und 2016 der dritterfolgreichste Leichtathlet bei Olympia: Usain Bolt

### Winterspiele

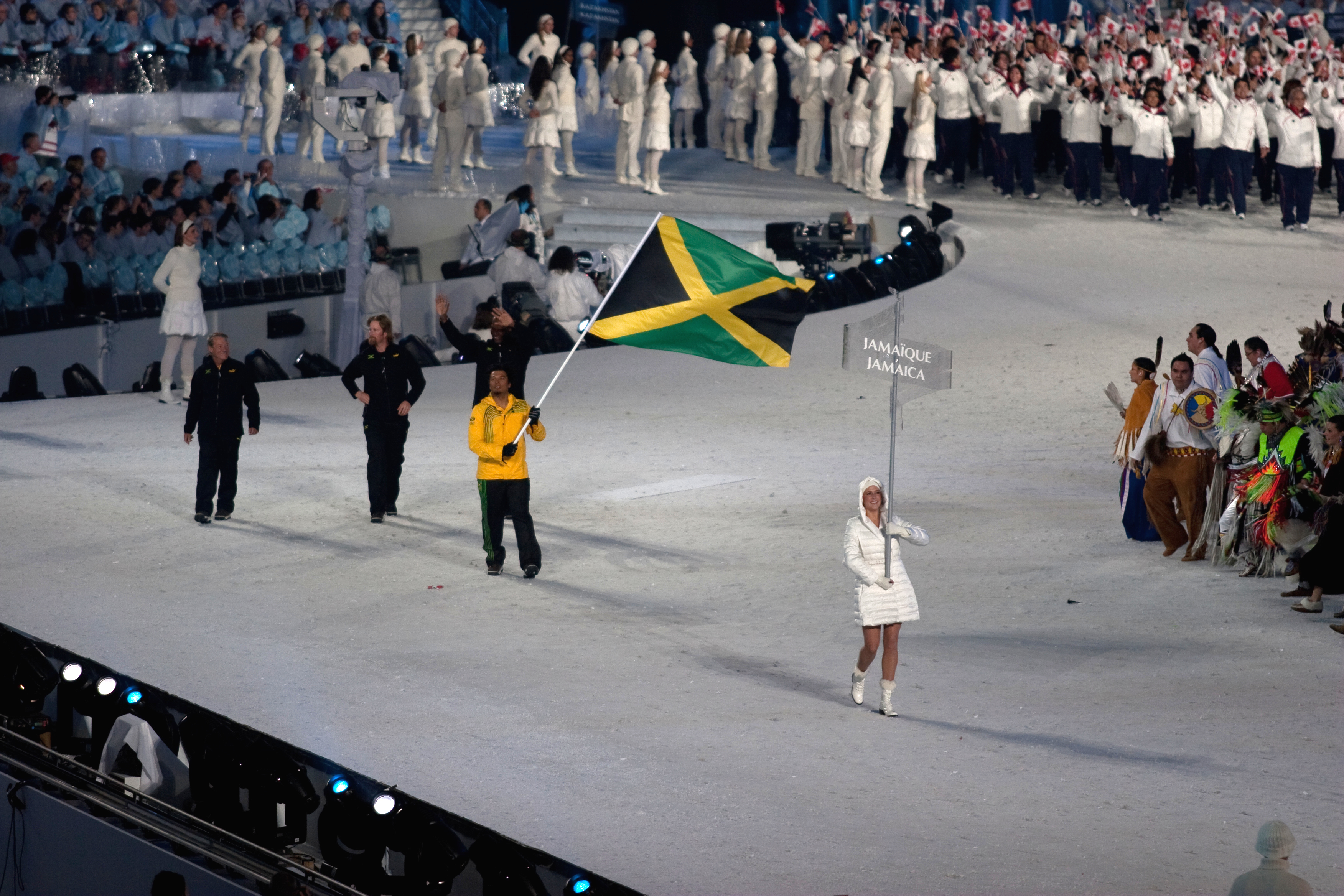
Skicrossfahrer Errol Kerr als Fahnenträger Jamaikas bei der Eröffnungsfeier 2010

Jamaikas Premiere bei Olympischen Winterspielen fand 1988 in Calgary statt. Die vier Bobfahrer Devon Harris, Chris und Dudley Stokes und Michael White waren Jamaikas erste Wintersportler. Regisseur Jon Turteltaub inszenierte 1993 mit der Komödie Cool Runnings – Dabei sein ist alles eine fiktive Geschichte um das erste Auftreten der jamaikanischen Bobmannschaft. 1992 in Albertville trat Jamaika mit drei Bobs (einem Vierer und zwei Zweiern) an.
1994 in Lillehammer erreichte der Viererbob einen 14. Platz. 2010 in Vancouver nahm erstmals ein Freestyle-Skifahrer teil. Im Skicross wurde Errol Kerr Neunter. 2018 ging zum ersten Mal ein jamaikanischer Skeletonpilot an den Start. Im Zweierbob starteten mit Jazmine Fenlator-Victorian und Carrie Russell die ersten Frauen Jamaikas bei Winterspielen. Anschieberin Russell kam von der Leichtathletik und wurde 2013 mit der 4-mal-100-Meter-Staffel der Frauen Weltmeisterin.

### Jugendspiele

#### Jugend-Sommerspiele
15 jugendliche Sportler gingen bei der ersten Austragung von Olympischen Jugend-Sommerspielen 2010 in Singapur in den Sportarten Leichtathletik, Badminton und Schwimmen an den Start. Der Sprinter Odean Skeen gewann den 100-Meter-Lauf. In einer gemischten Mannschaft wurde er zudem Olympiasieger in der 100-Meter-Staffel der Jungen. Diese Medaille wird nicht im Medaillenspiegel Jamaikas gelistet, sie wird dem Medaillenspiegel der gemischten Teams (Mixed Teams) zugerechnet. Über 110 Meter Hürden erreichte Stefan Fennell Platz vier. Bei den Mädchen wurden Shericka Jackson im 200-Meter-Lauf und Megan Simmonds im 100-Meter-Hürdenlauf jeweils Vierte. Olivia James belegte über 400 Meter Platz sechs. Rochelle Farquarson wurde im Dreisprung Vierte, Janieve Russell im Weitsprung Siebte.
2014 in Nanjing nahmen 20 Jugendliche teil. Beach-Volleyball und Fechten stand neu auf dem Olympiaprogramm Jamaikas. Jaheel Hyde gewann über 110 Meter Hürden, Martin Manley über 400 Meter. Obrien Wasome gewann Silber im Dreisprung. Lushane Wilson wurde Fünfter im Hochsprung, Jordon Scott Fünfter im Weitsprung. Bei den Mädchen siegte Natalliah Whyte über 200 Meter. Shanice Cohen wurde Siebte über 400 Meter Hürden.

## Allgemeine Übersicht

### Sommerspiele
| Jahr                         | Athleten                                         | Athleten                                         | Athleten                                         | Flaggenträger                                    | Sportarten                                       | Sportarten                                       | Sportarten                                       | Sportarten                                       | Sportarten                                       | Sportarten                                       | Sportarten                                       | Sportarten                                       | Sportarten                                       | Sportarten                                       | Sportarten                                       | Sportarten                                       | Sportarten                                       | Sportarten                                       | Sportarten                                       | Medaillen                                        | Medaillen                                        | Medaillen                                        | Medaillen                                        | Rang                                             |
| Jahr                         | Gesamt                                           | Männer                                           | Frauen                                           | Flaggenträger                                    | Leichtathletik                                   | Boxen                                            | Gewichtheben                                     | Radsport                                         | Schießen                                         | Segeln                                           | Schwimmen                                        | Wasserspringen                                   | Tischtennis                                      | Triathlon                                        | Badminton                                        | Reitsport                                        | Taekwondo                                        | Turnen                                           | Judo                                             |                                                  |                                                  |                                                  | Gesamt                                           | Rang                                             |
| ---------------------------- | ------------------------------------------------ | ------------------------------------------------ | ------------------------------------------------ | ------------------------------------------------ | ------------------------------------------------ | ------------------------------------------------ | ------------------------------------------------ | ------------------------------------------------ | ------------------------------------------------ | ------------------------------------------------ | ------------------------------------------------ | ------------------------------------------------ | ------------------------------------------------ | ------------------------------------------------ | ------------------------------------------------ | ------------------------------------------------ | ------------------------------------------------ | ------------------------------------------------ | ------------------------------------------------ | ------------------------------------------------ | ------------------------------------------------ | ------------------------------------------------ | ------------------------------------------------ | ------------------------------------------------ |
| 1896–1936 nicht teilgenommen |                                                  |                                                  |                                                  |                                                  |                                                  |                                                  |                                                  |                                                  |                                                  |                                                  |                                                  |                                                  |                                                  |                                                  |                                                  |                                                  |                                                  |                                                  |                                                  |                                                  |                                                  |                                                  |                                                  |                                                  |
| 1948                         | 13                                               | 9                                                | 4                                                |                                                  | 10                                               | 1                                                | 2                                                |                                                  |                                                  |                                                  |                                                  |                                                  |                                                  |                                                  |                                                  |                                                  |                                                  |                                                  |                                                  | 1                                                | 2                                                |                                                  | 3                                                | 20                                               |
| 1952                         | 8                                                | 6                                                | 2                                                | Arthur Wint                                      | 7                                                |                                                  |                                                  | 1                                                |                                                  |                                                  |                                                  |                                                  |                                                  |                                                  |                                                  |                                                  |                                                  |                                                  |                                                  | 2                                                | 3                                                |                                                  | 5                                                | 13                                               |
| 1956                         | 6                                                | 6                                                | 0                                                |                                                  | 6                                                |                                                  |                                                  |                                                  |                                                  |                                                  |                                                  |                                                  |                                                  |                                                  |                                                  |                                                  |                                                  |                                                  |                                                  |                                                  |                                                  |                                                  |                                                  |                                                  |
| 1960                         | Teil der Mannschaft der Westindischen Föderation | Teil der Mannschaft der Westindischen Föderation | Teil der Mannschaft der Westindischen Föderation | Teil der Mannschaft der Westindischen Föderation | Teil der Mannschaft der Westindischen Föderation | Teil der Mannschaft der Westindischen Föderation | Teil der Mannschaft der Westindischen Föderation | Teil der Mannschaft der Westindischen Föderation | Teil der Mannschaft der Westindischen Föderation | Teil der Mannschaft der Westindischen Föderation | Teil der Mannschaft der Westindischen Föderation | Teil der Mannschaft der Westindischen Föderation | Teil der Mannschaft der Westindischen Föderation | Teil der Mannschaft der Westindischen Föderation | Teil der Mannschaft der Westindischen Föderation | Teil der Mannschaft der Westindischen Föderation | Teil der Mannschaft der Westindischen Föderation | Teil der Mannschaft der Westindischen Föderation | Teil der Mannschaft der Westindischen Föderation | Teil der Mannschaft der Westindischen Föderation | Teil der Mannschaft der Westindischen Föderation | Teil der Mannschaft der Westindischen Föderation | Teil der Mannschaft der Westindischen Föderation | Teil der Mannschaft der Westindischen Föderation |
| 1964                         | 21                                               | 17                                               | 4                                                |                                                  | 15                                               | 2                                                |                                                  |                                                  | 1                                                | 3                                                |                                                  |                                                  |                                                  |                                                  |                                                  |                                                  |                                                  |                                                  |                                                  |                                                  |                                                  |                                                  |                                                  |                                                  |
| 1968                         | 35                                               | 20                                               | 5                                                |                                                  | 15                                               | 3                                                | 1                                                |                                                  |                                                  | 5                                                | 1                                                |                                                  |                                                  |                                                  |                                                  |                                                  |                                                  |                                                  |                                                  |                                                  | 1                                                |                                                  | 1                                                | 39                                               |
| 1972                         | 33                                               | 21                                               | 12                                               | Lennox Miller                                    | 21                                               | 1                                                |                                                  | 6                                                |                                                  | 3                                                | 1                                                | 1                                                |                                                  |                                                  |                                                  |                                                  |                                                  |                                                  |                                                  |                                                  |                                                  | 1                                                | 1                                                | 43                                               |
| 1976                         | 20                                               | 11                                               | 9                                                |                                                  | 14                                               | 3                                                |                                                  | 3                                                |                                                  |                                                  |                                                  |                                                  |                                                  |                                                  |                                                  |                                                  |                                                  |                                                  |                                                  | 1                                                | 1                                                |                                                  | 2                                                | 21                                               |
| 1980                         | 18                                               | 12                                               | 7                                                |                                                  | 16                                               |                                                  |                                                  | 2                                                |                                                  |                                                  |                                                  |                                                  |                                                  |                                                  |                                                  |                                                  |                                                  |                                                  |                                                  |                                                  |                                                  | 3                                                | 3                                                | 34                                               |
| 1984                         | 45                                               | 31                                               | 14                                               | Bert Cameron                                     | 32                                               | 3                                                | 1                                                | 5                                                |                                                  |                                                  | 4                                                |                                                  |                                                  |                                                  |                                                  |                                                  |                                                  |                                                  |                                                  |                                                  | 1                                                | 2                                                | 3                                                | 28                                               |
| 1988                         | 35                                               | 24                                               | 11                                               | Merlene Ottey                                    | 26                                               | 4                                                | 1                                                | 3                                                |                                                  |                                                  |                                                  |                                                  | 1                                                |                                                  |                                                  |                                                  |                                                  |                                                  |                                                  |                                                  | 2                                                |                                                  | 2                                                | 34                                               |
| 1992                         | 36                                               | 22                                               | 14                                               | Merlene Ottey                                    | 28                                               | 2                                                |                                                  | 3                                                |                                                  | 2                                                |                                                  |                                                  | 1                                                |                                                  |                                                  |                                                  |                                                  |                                                  |                                                  |                                                  | 3                                                | 1                                                | 4                                                | 38                                               |
| 1996                         | 46                                               | 27                                               | 19                                               | Juliet Cuthbert                                  | 38                                               | 3                                                |                                                  |                                                  |                                                  | 2                                                | 1                                                |                                                  | 2                                                |                                                  |                                                  |                                                  |                                                  |                                                  |                                                  | 1                                                | 3                                                | 2                                                | 6                                                | 39                                               |
| 2000                         | 48                                               | 22                                               | 26                                               | Deon Hemmings                                    | 43                                               |                                                  |                                                  |                                                  |                                                  | 2                                                | 2                                                |                                                  |                                                  | 1                                                |                                                  |                                                  |                                                  |                                                  |                                                  |                                                  | 6                                                | 3                                                | 9                                                | 54                                               |
| 2004                         | 47                                               | 22                                               | 25                                               | Sandie Richards                                  | 41                                               |                                                  |                                                  |                                                  | 1                                                |                                                  | 4                                                |                                                  |                                                  |                                                  | 1                                                |                                                  |                                                  |                                                  |                                                  | 2                                                | 1                                                | 2                                                | 5                                                | 35                                               |
| 2008                         | 50                                               | 23                                               | 27                                               | Veronica Campbell-Brown                          | 45                                               |                                                  |                                                  | 1                                                |                                                  |                                                  | 3                                                |                                                  |                                                  |                                                  |                                                  | 1                                                |                                                  |                                                  |                                                  | 5                                                | 3                                                | 2                                                | 10                                               | 15                                               |
| 2012                         | 45                                               | 23                                               | 22                                               | Usain Bolt                                       | 42                                               |                                                  |                                                  |                                                  |                                                  |                                                  | 1                                                |                                                  |                                                  |                                                  |                                                  | 1                                                | 1                                                |                                                  |                                                  | 4                                                | 4                                                | 4                                                | 12                                               | 18                                               |
| 2016                         | 56                                               | 25                                               | 31                                               | Shelly-Ann Fraser-Pryce                          | 51                                               |                                                  |                                                  |                                                  |                                                  |                                                  | 2                                                | 1                                                |                                                  |                                                  |                                                  |                                                  |                                                  | 1                                                |                                                  | 6                                                | 3                                                | 2                                                | 11                                               | 16                                               |
| 2020                         | 54                                               | 24                                               | 30                                               | Shelly-Ann Fraser-Pryce Ricardo Brown            | 48                                               | 1                                                |                                                  |                                                  |                                                  |                                                  | 2                                                | 1                                                |                                                  |                                                  |                                                  |                                                  |                                                  | 1                                                | 1                                                | 4                                                | 1                                                | 4                                                | 9                                                | 21                                               |
| 2024                         | 65                                               | 33                                               | 32                                               | Josh Kirlew Shanieka Ricketts                    | 61                                               |                                                  |                                                  |                                                  |                                                  |                                                  | 2                                                | 1                                                |                                                  |                                                  |                                                  |                                                  |                                                  |                                                  | 1                                                | 1                                                | 3                                                | 2                                                | 6                                                | 44                                               |
| Gesamt                       | Gesamt                                           | Gesamt                                           | Gesamt                                           | Gesamt                                           | Gesamt                                           | Gesamt                                           | Gesamt                                           | Gesamt                                           | Gesamt                                           | Gesamt                                           | Gesamt                                           | Gesamt                                           | Gesamt                                           | Gesamt                                           | Gesamt                                           | Gesamt                                           | Gesamt                                           | Gesamt                                           | Gesamt                                           | 27                                               | 37                                               | 28                                               | 92                                               |                                                  |

### Winterspiele
| Jahr      | Athleten           | Athleten           | Athleten           | Flaggenträger                                 | Sportarten         | Sportarten         | Sportarten         | Sportarten         | Medaillen          | Medaillen          | Medaillen          | Medaillen          | Medaillen          |
| Jahr      | Gesamt             | Männer             | Frauen             | Flaggenträger                                 | Bobsport           | Freestyle Ski      | Skeleton           | Alpine Ski         |                    |                    |                    | Gesamt             | Rang               |
| --------- | ------------------ | ------------------ | ------------------ | --------------------------------------------- | ------------------ | ------------------ | ------------------ | ------------------ | ------------------ | ------------------ | ------------------ | ------------------ | ------------------ |
| 1924–1984 | nicht teilgenommen | nicht teilgenommen | nicht teilgenommen | nicht teilgenommen                            | nicht teilgenommen | nicht teilgenommen | nicht teilgenommen | nicht teilgenommen | nicht teilgenommen | nicht teilgenommen | nicht teilgenommen | nicht teilgenommen | nicht teilgenommen |
| 1988      | 4                  | 4                  | 0                  | Dudley Stokes                                 | 4                  |                    |                    |                    |                    |                    |                    |                    |                    |
| 1992      | 5                  | 5                  | 0                  | Dudley Stokes                                 | 5                  |                    |                    |                    |                    |                    |                    |                    |                    |
| 1994      | 4                  | 4                  | 0                  | Chris Stokes                                  | 4                  |                    |                    |                    |                    |                    |                    |                    |                    |
| 1998      | 6                  | 6                  | 0                  | Ricky McIntosh                                | 6                  |                    |                    |                    |                    |                    |                    |                    |                    |
| 2002      | 2                  | 2                  | 0                  | Winston Watts                                 | 2                  |                    |                    |                    |                    |                    |                    |                    |                    |
| 2006      | nicht teilgenommen | nicht teilgenommen | nicht teilgenommen | nicht teilgenommen                            | nicht teilgenommen | nicht teilgenommen | nicht teilgenommen | nicht teilgenommen | nicht teilgenommen | nicht teilgenommen | nicht teilgenommen | nicht teilgenommen | nicht teilgenommen |
| 2010      | 1                  | 1                  | 0                  | Errol Kerr                                    |                    | 1                  |                    |                    |                    |                    |                    |                    |                    |
| 2014      | 2                  | 2                  | 0                  | Marvin Dixon                                  | 2                  |                    |                    |                    |                    |                    |                    |                    |                    |
| 2018      | 3                  | 1                  | 2                  | Jazmine Fenlator-Victorian                    | 2                  |                    | 1                  |                    |                    |                    |                    |                    |                    |
| 2022      | 6                  | 5                  | 1                  | Jazmine Fenlator-Victorian Benjamin Alexander | 5                  |                    |                    | 1                  |                    |                    |                    |                    |                    |
| Gesamt    | Gesamt             | Gesamt             | Gesamt             | Gesamt                                        | Gesamt             | Gesamt             | Gesamt             | Gesamt             | 0                  | 0                  | 0                  | 0                  | –                  |

### Jugend-Sommerspiele
| Jahr   | Athleten | Athleten | Athleten | Flaggenträger  | Sportarten     | Sportarten | Sportarten | Sportarten       | Sportarten | Medaillen | Medaillen | Medaillen | Medaillen | Medaillen |
| Jahr   | Gesamt   | m        | w        | Flaggenträger  | Leichtathletik | Badminton  | Schwimmen  | Beach-Volleyball | Fechten    |           |           |           | Gesamt    | Rang      |
| ------ | -------- | -------- | -------- | -------------- | -------------- | ---------- | ---------- | ---------------- | ---------- | --------- | --------- | --------- | --------- | --------- |
| 2010   | 15       | 7        | 8        | Kandese Nangle | 12             | 1          | 2          |                  |            | 1         |           |           | 1         | 50        |
| 2014   | 20       | 11       | 9        |                | 15             |            | 2          | 2                | 1          | 3         | 1         |           | 4         | 23        |
| 2018   | 12       | 7        | 5        |                | 11             |            | 1          |                  |            |           | 1         | 1         | 2         | 76        |
| Gesamt | Gesamt   | Gesamt   | Gesamt   | Gesamt         | Gesamt         | Gesamt     | Gesamt     | Gesamt           | Gesamt     | 4         | 2         | 1         | 7         | 41        |

### Jugend-Winterspiele
| Jahr      | Athleten           | Athleten           | Athleten           | Flaggenträger      | Sportarten         | Medaillen          | Medaillen          | Medaillen          | Medaillen          | Medaillen          |
| Jahr      | Gesamt             | m                  | w                  | Flaggenträger      | Sportarten         |                    |                    |                    | Gesamt             | Rang               |
| --------- | ------------------ | ------------------ | ------------------ | ------------------ | ------------------ | ------------------ | ------------------ | ------------------ | ------------------ | ------------------ |
| 2012–2016 | nicht teilgenommen | nicht teilgenommen | nicht teilgenommen | nicht teilgenommen | nicht teilgenommen | nicht teilgenommen | nicht teilgenommen | nicht teilgenommen | nicht teilgenommen | nicht teilgenommen |
| Gesamt    | Gesamt             | Gesamt             | Gesamt             | Gesamt             | Gesamt             | 0                  | 0                  | 0                  | 0                  | -                  |

## Medaillen

### Medaillen nach Sportart
| Sportart          | Gold | Silber | Bronze | Gesamt |
| Leichtathletik    | 27   | 37     | 27     | 91     |
| Radsport          | 0    | 0      | 1      | 1      |
| Gesamt            | 27   | 37     | 28     | 92     |
| Stand: Paris 2024 |      |        |        |        |

## Medaillenspiegel

### Olympische Spiele
|                         |    |    |    | Gesamt | Rang |
| ----------------------- | -- | -- | -- | ------ | ---- |
| Olympische Sommerspiele | 22 | 33 | 22 | 77     | 34   |
| Olympische Winterspiele | 0  | 0  | 0  | 0      | -    |
| Gesamt                  | 22 | 33 | 22 | 77     | 35   |

### Olympische Jugendspiele
|                                |   |   |   | Gesamt | Rang |
| ------------------------------ | - | - | - | ------ | ---- |
| Olympische Jugend-Sommerspiele | 4 | 1 | 0 | 5      | 29   |
| Olympische Jugend-Winterspiele | 0 | 0 | 0 | 0      | -    |
| Gesamt                         | 4 | 1 | 0 | 5      | 36   |

### Medaillengewinner

#### Goldmedaillen
| Spiele              | Sportart       | Disziplin             | Name |
| ------------------- | -------------- | --------------------- | --- |
| 1948 London         | Leichtathletik | 400 Meter             | Arthur Wint |
| 1952 Helsinki       | Leichtathletik | 400 Meter             | George Rhoden                                                                                                   |
| 1952 Helsinki       | Leichtathletik | 4 × 400-Meter-Staffel | Arthur Wint Leslie Laing Herb McKenley George Rhoden                                                            |
| 1976 Montreal       | Leichtathletik | 200 Meter             | Donald Quarrie                                                                                                  |
| 1996 Atlanta        | Leichtathletik | 400 Meter Hürden      | Deon Hemmings                                                                                                   |
| 2004 Athen          | Leichtathletik | 200 Meter             | Veronica Campbell-Brown                                                                                         |
| 2004 Athen          | Leichtathletik | 4 × 400-Meter-Staffel | Tayna Lawrence Sherone Simpson Aleen Bailey Veronica Campbell-Brown Beverly McDonald                            |
| 2008 Peking         | Leichtathletik | 100 Meter             | Usain Bolt |
| 2008 Peking         | Leichtathletik | 200 Meter             | Usain Bolt |
| 2008 Peking         | Leichtathletik | 100 Meter             | Shelly-Ann Fraser-Pryce                                                                                         |
| 2008 Peking         | Leichtathletik | 200 Meter             | Veronica Campbell-Brown                                                                                         |
| 2008 Peking         | Leichtathletik | 400 Meter Hürden      | Melaine Walker                                                                                                  |
| 2012 London         | Leichtathletik | 100 Meter             | Usain Bolt |
| 2012 London         | Leichtathletik | 200 Meter             | Usain Bolt |
| 2012 London         | Leichtathletik | 4 × 100-Meter-Staffel | Nesta Carter Michael Frater Usain Bolt Yohan Blake                                                              |
| 2012 London         | Leichtathletik | 100 Meter             | Shelly-Ann Fraser-Pryce                                                                                         |
| 2016 Rio de Janeiro | Leichtathletik | 100 Meter             | Usain Bolt |
| 2016 Rio de Janeiro | Leichtathletik | 200 Meter             | Usain Bolt |
| 2016 Rio de Janeiro | Leichtathletik | 4 × 100-Meter-Staffel | Asafa Powell Yohan Blake Nickel Ashmeade Usain Bolt Kemar Bailey-Cole Jevaughn Minzie                           |
| 2016 Rio de Janeiro | Leichtathletik | 110 Meter Hürden      | Omar McLeod |
| 2016 Rio de Janeiro | Leichtathletik | 100 Meter             | Elaine Thompson                                                                                                 |
| 2016 Rio de Janeiro | Leichtathletik | 200 Meter             | Elaine Thompson                                                                                                 |
| 2020 Tokio          | Leichtathletik | 110 Meter Hürden      | Hansle Parchment                                                                                                |
| 2020 Tokio          | Leichtathletik | 100 Meter             | Elaine Thompson-Herah                                                                                           |
| 2020 Tokio          | Leichtathletik | 200 Meter             | Elaine Thompson-Herah                                                                                           |
| 2020 Tokio          | Leichtathletik | 4 × 100-Meter Staffel | Briana Williams Elaine Thompson-Herah Shelly-Ann Fraser-Pryce Shericka Jackson Natasha Morrison Remona Burchell |
| 2024 Paris          | Leichtathletik | Diskuswurf            | Rojé Stona |

#### Silbermedaillen
| Spiele              | Sportart       | Disziplin             | Name |
| ------------------- | -------------- | --------------------- | --- |
| 1948 London         | Leichtathletik | 400 Meter             | Herb McKenley |
| 1948 London         | Leichtathletik | 800 Meter             | Arthur Wint |
| 1952 Helsinki       | Leichtathletik | 100 Meter             | Herb McKenley |
| 1952 Helsinki       | Leichtathletik | 400 Meter             | Herb McKenley |
| 1952 Helsinki       | Leichtathletik | 800 Meter             | Arthur Wint |
| 1968 Mexiko-Stadt   | Leichtathletik | 100 Meter             | Lennox Miller |
| 1976 Montreal       | Leichtathletik | 100 Meter             | Donald Quarrie |
| 1984 Los Angeles    | Leichtathletik | 4 × 100-Meter-Staffel | Albert Lawrence Greg Meghoo Donald Quarrie Raymond Stewart                                                               |
| 1988 Seoul          | Leichtathletik | 4 × 400-Meter-Staffel | Howard Davis Devon Morris Winthrop Graham Bert Cameron                                                                   |
| 1988 Seoul          | Leichtathletik | 200 Meter             | Grace Jackson |
| 1992 Barcelona      | Leichtathletik | 400 Meter Hürden      | Winthrop Graham |
| 1992 Barcelona      | Leichtathletik | 100 Meter             | Juliet Cuthbert |
| 1992 Barcelona      | Leichtathletik | 200 Meter             | Juliet Cuthbert |
| 1996 Atlanta        | Leichtathletik | Weitsprung            | James Beckford |
| 1996 Atlanta        | Leichtathletik | 100 Meter             | Merlene Ottey |
| 1996 Atlanta        | Leichtathletik | 200 Meter             | Merlene Ottey |
| 2000 Sydney         | Leichtathletik | 4 × 400-Meter-Staffel | Michael Blackwood Greg Haughton Christopher Williams Danny McFarlane Sanjay Ayre Michael McDonald                        |
| 2000 Sydney         | Leichtathletik | 400 Meter             | Lorraine Fenton |
| 2000 Sydney         | Leichtathletik | 400 Meter             | Deon Hemmings Hürden |
| 2000 Sydney         | Leichtathletik | 100 Meter             | Tayna Lawrence |
| 2000 Sydney         | Leichtathletik | 4 × 100-Meter-Staffel | Merlene Frazer Tayna Lawrence Veronica Campbell-Brown Beverly McDonald Merlene Ottey                                     |
| 2000 Sydney         | Leichtathletik | 4 × 400-Meter-Staffel | Sandie Richards Catherine Scott Deon Hemmings Lorraine Fenton Charmaine Howell Michelle Burgher                          |
| 2004 Athen          | Leichtathletik | 400 Meter Hürden      | Danny McFarlane |
| 2008 Peking         | Leichtathletik | 100 Meter             | Sherone Simpson |
| 2008 Peking         | Leichtathletik | 100 Meter             | Kerron Stewart |
| 2008 Peking         | Leichtathletik | 400 Meter             | Shericka Williams |
| 2012 London         | Leichtathletik | 100 Meter             | Yohan Blake |
| 2012 London         | Leichtathletik | 200 Meter             | Yohan Blake |
| 2012 London         | Leichtathletik | 200 Meter             | Shelly-Ann Fraser-Pryce                                                                                                  |
| 2012 London         | Leichtathletik | 4 × 100-Meter-Staffel | Veronica Campbell-Brown Shelly-Ann Fraser-Pryce Sherone Simpson Kerron Stewart                                           |
| 2016 Rio de Janeiro | Leichtathletik | 4 × 400-Meter-Staffel | Nathon Allen Fitzroy Dunkley Javon Francis Peter Matthews Rusheen McDonald                                               |
| 2016 Rio de Janeiro | Leichtathletik | 4 × 100-Meter-Staffel | Christania Williams Elaine Thompson Veronica Campbell-Brown Shelly-Ann Fraser-Pryce                                      |
| 2016 Rio de Janeiro | Leichtathletik | 4 × 400-Meter-Staffel | Christine Day Chrisann Gordon Shericka Jackson Anneisha McLaughlin-Whilby Stephenie Ann McPherson Novlene Williams-Mills |
| 2020 Tokio          | Leichtathletik | 100 Meter             | Shelly-Ann Fraser-Pryce                                                                                                  |
| 2024 Paris          | Leichtathletik | Weitsprung            | Wayne Pinnock |
| 2024 Paris          | Leichtathletik | Dreisprung            | Shanieka Ricketts |
| 2024 Paris          | Leichtathletik | 100 Meter             | Kishane Thompson |

#### Bronzemedaillen
| Spiele              | Sportart       | Disziplin             | Name |
| ------------------- | -------------- | --------------------- | --- |
| 1972 München        | Leichtathletik | 100 Meter             | Lennox Miller |
| 1980 Moskau         | Leichtathletik | 200 Meter             | Donald Quarrie |
| 1980 Moskau         | Leichtathletik | 200 Meter             | Merlene Ottey |
| 1980 Moskau         | Radsport       | 1000 Meter Zeitfahren | David Weller |
| 1984 Los Angeles    | Leichtathletik | 100 Meter             | Merlene Ottey |
| 1984 Los Angeles    | Leichtathletik | 200 Meter             | Merlene Ottey |
| 1992 Barcelona      | Leichtathletik | 200 Meter             | Merlene Ottey |
| 1996 Atlanta        | Leichtathletik | 4 × 400-Meter-Staffel | Gregory Haughton Michael McDonald Roxbert Martin Davian Clarke Dennis Blake Garth Robinson                                                    |
| 1996 Atlanta        | Leichtathletik | 4 × 100-Meter-Staffel | Michelle Freeman Juliet Cuthbert Nikole Mitchell Merlene Ottey Gillian Russell Andria Lloyd                                                   |
| 2000 Sydney         | Leichtathletik | 400 Meter             | Gregory Haughton |
| 2000 Sydney         | Leichtathletik | 200 Meter             | Beverly McDonald |
| 2000 Sydney         | Leichtathletik | 100 Meter             | Merlene Ottey |
| 2004 Athen          | Leichtathletik | 100 Meter             | Veronica Campbell-Brown |
| 2004 Athen          | Leichtathletik | 4 × 400-Meter-Staffel | Ronetta Smith Novlene Williams-Mills Nadia Davy Sandie Richards Michelle Burgher                                                              |
| 2008 Peking         | Leichtathletik | 200 Meter             | Kerron Stewart |
| 2008 Peking         | Leichtathletik | 4 × 400-Meter-Staffel | Shericka Williams Shereefa Lloyd Rosemarie Whyte Novlene Williams-Mills Bobby-Gaye Wilkins                                                    |
| 2012 London         | Leichtathletik | 110 Meter Hürden      | Hansle Parchment |
| 2012 London         | Leichtathletik | 200 Meter             | Warren Weir |
| 2012 London         | Leichtathletik | 100 Meter             | Veronica Campbell-Brown |
| 2012 London         | Leichtathletik | 4 × 400-Meter-Staffel | Christine Day Shereefa Lloyd Rosemarie Whyte Shericka Williams Novlene Williams-Mills                                                         |
| 2016 Rio de Janeiro | Leichtathletik | 100 Meter             | Shelly-Ann Fraser-Pryce |
| 2016 Rio de Janeiro | Leichtathletik | 400 Meter             | Shericka Jackson |
| 2020 Tokio          | Leichtathletik | 110 Meter Hürden      | Ronald Levy |
| 2020 Tokio          | Leichtathletik | 100 Meter             | Shericka Jackson |
| 2020 Tokio          | Leichtathletik | 100 Meter Hürden      | Megan Tapper |
| 2020 Tokio          | Leichtathletik | 4 × 400 Meter Staffel | Roneisha McGregor Janieve Russell Shericka Jackson Candice McLeod Junelle Bromfield Stacey-Ann Williams Tovea Jenkins Stephenie Ann McPherson |
| 2024 Paris          | Leichtathletik | 110 Meter Hürden      | Rasheed Broadbell |
| 2024 Paris          | Leichtathletik | Kugelstoßen           | Rajindra Campbell |